# CDP-diacilglicerol—inozitol 3-fosfatidiltransferaza
CDP-diacilglicerol—inozitol 3-fosfatidiltransferaza (EC 2.7.8.11, CDP-diglicerid-inozitolna fosfatidiltransferaza, fosfatidilinozitolna sintaza, CDP-diacilglicerol-inozitolna fosfatidiltransferaza, CDP-diglicerid:inozitol transferaza, citidin 5'-difosfo-1,2-diacil-sn-glicerol:mio-inozitol 3-fosfatidiltransferaza, CDP-DG:inozitol transferaza, citidin difosfodiglicerid-inozitolna fosfatidiltransferaza, CDP-diacilglicerol:mio-inozitol-3-fosfatidiltransferaza, CDP-diglicerid-inozitolna transferaza, citidin difosfoglicerid-inozitolna fosfatidiltransferaza, citidin difosfoglicerid-inozitolna transferaza) je enzim sa sistematskim imenom CDP-diacilglicerol:mio-inozitol 3-fosfatidiltransferaza. Ovaj enzim katalizuje sledeću hemijsku reakciju
CDP-diacilglicerol + mio-inozitol {\displaystyle \rightleftharpoons } CMP + 1-fosfatidil-1D-mio-inozitol

## Literatura
- Nicholas C. Price; Lewis Stevens (1999). Fundamentals of Enzymology: The Cell and Molecular Biology of Catalytic Proteins (Third изд.). USA: Oxford University Press. ISBN 019850229X.
- Eric J. Toone (2006). Advances in Enzymology and Related Areas of Molecular Biology, Protein Evolution (Volume 75 изд.). Wiley-Interscience. ISBN 0471205036.
- Branden C; Tooze J. Introduction to Protein Structure. New York, NY: Garland Publishing. ISBN 0-8153-2305-0.
- Irwin H. Segel. Enzyme Kinetics: Behavior and Analysis of Rapid Equilibrium and Steady-State Enzyme Systems (Book 44 изд.). Wiley Classics Library. ISBN 0471303097.
- William P. Jencks (1987). Catalysis in Chemistry and Enzymology. Dover Publications. ISBN 0486654605.

## Spoljašnje veze
- CDP-diacylglycerol---inositol+3-phosphatidyltransferase на 